# Tschechrak (Adygeja, Koschechablski, Maiskoje)
Tschechrak (russisch Чехрак) ist ein Einzelhof (chutor), der zur Siedlung Maiski im Rajon Koschechablski in der autonomen Republik Adygeja in Südrussland gehört. Tschechrak hat 10 Einwohner (Stand 2019).

## Geographie
Das Dorf liegt am Fluss Tschechrak, 19 km südlich von Koschechabl (dem Verwaltungszentrum des Bezirks) auf der Straße.